# Biéby
Biéby est une ville située dans le Sud de la Côte d'Ivoire, dans la région de La Mé. La localité de Biéby est chef-lieu de commune et de sous-préfecture du département de Yakassé-Attobrou